# Henry Spelman
Henry Spelman est un historien anglais, né à Congham (Norfolk) en 1562 et mort à Londres en 1641.
Après avoir exercé de hautes fonctions dans la magistrature à Norfolk en Irlande[Quoi ?], il vint se fixer à Londres et s’adonna à l’étude des antiquités. 

## Œuvres
Ses principaux écrits sont : 
- De non temerandis ecclesiis (Londres, 1613, in-4°) ;
- Glossarium archæologicum (Londres, 1626, in-fol.) ;
- Concilia, decreta, leges Ecclesiæ Angliæ (Londres, 1639, in-fol.) ;
- De sepultura (Londres 1641, in-4°) ;
- A larger treatise concerning tithes (Londres, 1646, in-8°).

## Source
« Henry Spelman », dans Pierre Larousse, Grand dictionnaire universel du XIXe siècle, Paris, Administration du grand dictionnaire universel, 15 vol., 1863-1890 [détail des éditions].